# مایلس جود
مایلس جود (انگلیسی: Myles Judd؛ زادهٔ ۲۴ فوریهٔ ۱۹۹۹ بازیکن فوتبال اهل بریتانیا است.
از باشگاه‌هایی که در آن بازی کرده‌است می‌توان به باشگاه فوتبال لیتون اورینت اشاره کرد.